# Kuroiwa Daigo
Daigo Kuroiwa (黒岩 大吾 (Hắc-Nham Đại-Ngô) Kuroiwa Daigo, sinh ngày 5 tháng 8 năm 1975) là một cầu thủ bóng đá người Nhật Bản.

## Sự nghiệp câu lạc bộ
Daigo Kuroiwa đã từng chơi cho Oita Trinita.